# Метацейнерит
Метацейнерит (рос. метацейнерит, англ. metazeinerite, нім. Metazeinerit m) — мінерал, що відрізняється від цейнериту меншою кількістю води й оптичними властивостями.

## Загальний опис
Хімічна формула: Cu[UO2AsO4]2•8Н2О.
Містить (%): CuO — 7,7; UO3 — 56,1; As2O5 — 22,2; H2O — 14,0.
Сингонія тетрагональна.
Густина 3,28.
Твердість 2-2,5.
Колір зелений, жовтуватий.
Радіоактивний.
Зустрічається в зоні окиснення родовищ урану, де є значна кількість арсенопіриту.
Знахідки: Шварцвальд, Саксонія (ФРН), Кап-Гаронн (Франція), Корнуол (Велика Британія), Тінтік (шт.Юта, США).
Від мета… й назви мінералу цейнериту (J.F.Frondel, 1872).